# Gerald Grosvenor, VI duca di Westminster
Il generale di brigata Gerald Cavendish Grosvenor, VI duca di Westminster (Omagh, 22 dicembre 1951 – Preston, 9 agosto 2016), è stato un nobile, imprenditore e militare britannico, figlio di Robert Grosvenor, V duca di Westminster, e di sua moglie l'on. Viola Maud Lyttelton, sorella di Charles Lyttelton, X visconte Cobham.
Proprietario della società immobiliare Grosvenor Group, secondo la Sunday Times Rich List 2011, il Duca di Westminster possedeva 7,35 miliardi di sterline, il che lo rendeva il settimo uomo più ricco nella lista, nonché il terzo britannico. 
Venne educato all'Harrow School e alla RMA Sandhurst. Nel 2005, fu eletto rettore dell'università di Chester
Attraverso la Grosvenor Estates, il Duca è stato il più ricco costruttore edile del Regno Unito e uno dei maggiori proprietari terrieri del paese, con vaste proprietà nel Lancashire, Cheshire e Scozia, nonché ampie zone dei Mayfair e Belgravia nel West End di Londra. Il duca possedeva anche proprietà in Spagna, Francia e Canada.
È morto all'ospedale di Preston nel Lancashire, dove era stato ricoverato in seguito a un malore improvviso avuto nella sua tenuta di Abbey.

## Carriera militare
Dopo aver lasciato la Harrow School con un unico O-level, l'allora conte Grosvenor, nel 1970 si arruola a Chester nelle truppe di terra britanniche (TA).

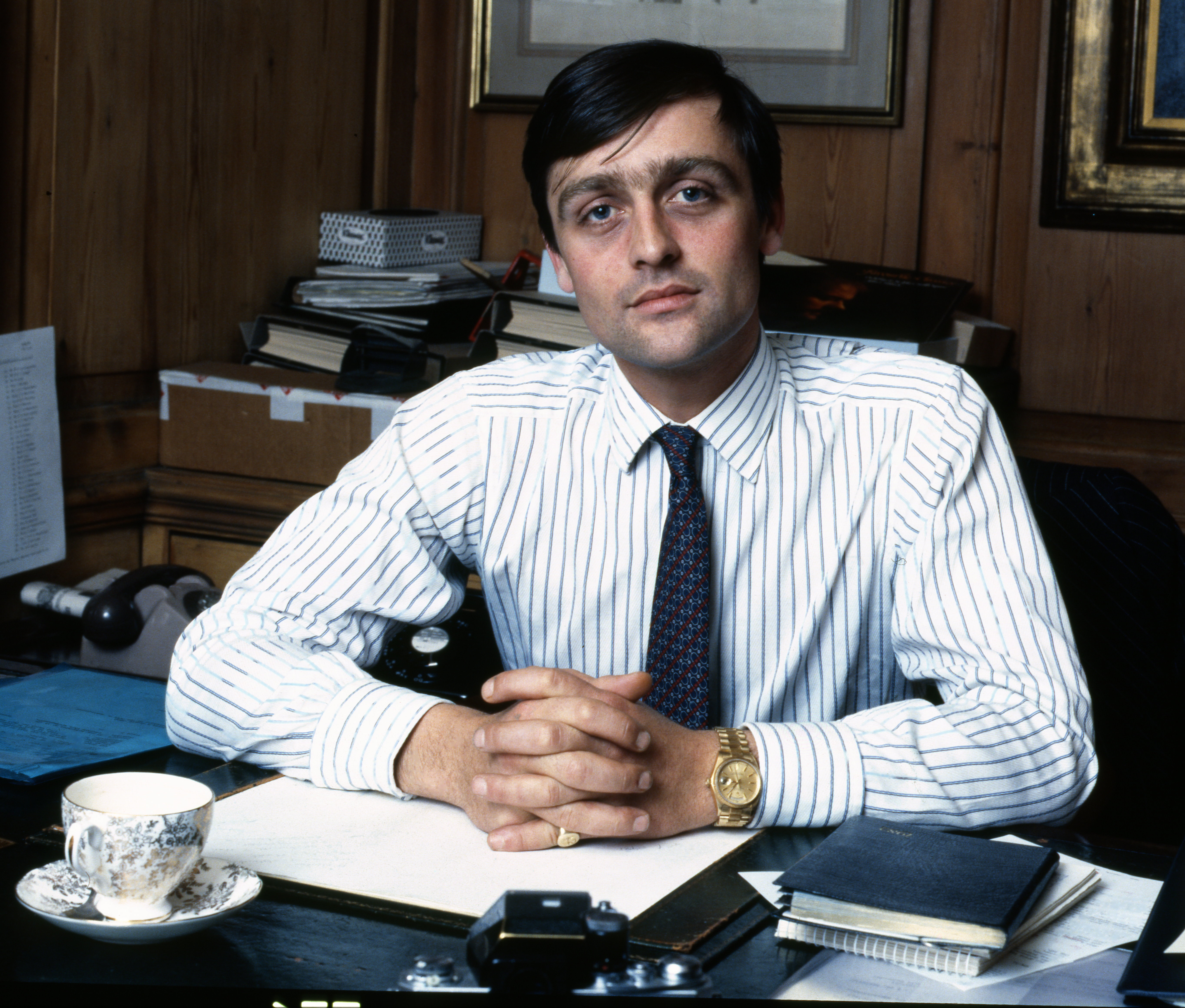
Il duca di Westminster nel 1988

Nel 1973 entrò alla RMA Sandhurst e successivamente è stato incaricato come ufficiale del North Irish Horse, poi dello squadrone Cheshire Yeomanry, fondato dai suoi antenati, e del Queen's Own Yeomanry. È stato inoltre nominato Honorary Colonel « colonnello-onorario » di parecchi reggimenti di cavalleria, incluso del VII Army Air Corps, del Royal Mercian & Lancastrian Yeomanry, del Queen's Own Yeomanry, dei Northumbria Universities Officer Training Corps e Colonel-in-Chief « colonnello-in-capo » del canadese The Royal Westminster Regiment e del North Irish Horse anche Colonel Commandant « colonnello-comandante » di Yeomanry.
Il duca è stato Gran Priore del priorato d'Inghilterra del ordine militare e ospedaliero di San Lazzaro di Gerusalemme de 1995 a 2001.
Nel 2004 il duca è nominato al nuovo ufficio di capo assistente di stato maggiore della difesa del Territorial Army, con la promozione dal brigadiere.
Nel marzo 2007, avendo prestato servizio presso il ministero della Difesa, come « Assistant Chief of the Defence Staff (ACDS) » per quattro anni, ha passato la responsabilità per 50.000 riservisti e 138.000 cadetti al generale Simon Lalor. Da 2011 fino a 2012 il duca è nominato come generale dal « Deputy Commander Land Forces (British Army) ».
Stato nominato compagno dell'ordine del Bagno (CB) in 2008, il duca è anche vice-presidente onorario del Royal United Services Institute (Londra).

## Vita privata
Da bambino il duca ha vissuto su un'isola in mezzo Lough Erne. Ha ricevuto la sua prima educazione nell'Irlanda del Nord prima di frequentare la Sunningdale School e la Harrow School nell'Inghilterra.
Il duca di Westminster ha sposato nel 1978 Natalia Ayesha Phillips, figlia del Lt.-Col. Harold Pedro Joseph Phillips e di sua moglie Georgina (poi Lady Kennard), figlia di Sir Harold e Lady Zia Wernher. Sua moglie è una discendente diretta del poeta russo Aleksandr Puškin e pertanto del suo antenato africano Ibrahim Hannibal nonché di re Giorgio II, rendendola in linea per il trono britannico.
I figli del duca e della duchessa sono:
- Lady Tamara Katherine Grosvenor (n. 20 dicembre 1979), ha sposato Edward Bernard Charles van Cutsem (6 novembre 2004). La coppia ha un figlio, Jake van Cutsem (n. 2009).
- Lady Edwina Louise Grosvenor (n. 4 novembre 1981), ha sposato Dan Snow, FRHistS (27 novembre 2010). La coppia ha una figlia, Zia Snow (n. 2011).
- Hugh Richard Louis, VII duca di Westminster (n. 29 gennaio 1991).
- Lady Viola Georgina Grosvenor (n. 12 ottobre 1992).[3]

## Ascendenza
|                                          |                                         |                                       | Genitori                               |  |  | Nonni |  |  | Bisnonni                              |  |  | Trisnonni                                     |  |
|                                          |                                         |                                       |                                        |  |  |       |  |  | Hugh Grosvenor, I duca di Westminster |  |  | Richard Grosvenor, II marchese di Westminster |  |
|                                          |                                         |                                       |                                        |  |  |       |  |  | Hugh Grosvenor, I duca di Westminster |  |  | Richard Grosvenor, II marchese di Westminster |  |
|                                          |                                         | lady Elizabeth Leveson-Gower          |                                        |  |  |       |  |  | Hugh Grosvenor, I duca di Westminster |  |  |                                               |  |
| lord Hugh William Grosvenor              |                                         |                                       |                                        |  |  |       |  |  | Hugh Grosvenor, I duca di Westminster |  |  |                                               |  |
|                                          |                                         | hon. Katherine Caroline Cavendish     | William Cavendish, II barone Chesham   |  |  |       |  |  |                                       |  |  |                                               |  |
|                                          |                                         | hon. Katherine Caroline Cavendish     | William Cavendish, II barone Chesham   |  |  |       |  |  |                                       |  |  |                                               |  |
|                                          |                                         | hon. Katherine Caroline Cavendish     | Henrietta Frances Lascelles            |  |  |       |  |  |                                       |  |  |                                               |  |
| Robert Grosvenor, V duca di Westminster  |                                         | hon. Katherine Caroline Cavendish     |                                        |  |  |       |  |  |                                       |  |  |                                               |  |
|                                          |                                         | John Crichton, IV conte Erne          | John Crichton, III conte Erne          |  |  |       |  |  |                                       |  |  |                                               |  |
|                                          |                                         | John Crichton, IV conte Erne          | John Crichton, III conte Erne          |  |  |       |  |  |                                       |  |  |                                               |  |
|                                          |                                         | John Crichton, IV conte Erne          | Selina Beresford                       |  |  |       |  |  |                                       |  |  |                                               |  |
| lady Mabel Crichton                      |                                         | John Crichton, IV conte Erne          |                                        |  |  |       |  |  |                                       |  |  |                                               |  |
|                                          |                                         | lady Florence Mary Cole               | William Cole, III conte di Enniskillen |  |  |       |  |  |                                       |  |  |                                               |  |
|                                          |                                         | lady Florence Mary Cole               | William Cole, III conte di Enniskillen |  |  |       |  |  |                                       |  |  |                                               |  |
|                                          |                                         | lady Florence Mary Cole               | Jane Casamajor                         |  |  |       |  |  |                                       |  |  |                                               |  |
| Gerald Grosvenor, VI duca di Westminster |                                         | lady Florence Mary Cole               |                                        |  |  |       |  |  |                                       |  |  |                                               |  |
|                                          | Charles Lyttelton, VIII visconte Cobham | George Lyttelton, IV barone Lyttelton |                                        |  |  |       |  |  |                                       |  |  |                                               |  |
|                                          | Charles Lyttelton, VIII visconte Cobham | George Lyttelton, IV barone Lyttelton |                                        |  |  |       |  |  |                                       |  |  |                                               |  |
|                                          | Charles Lyttelton, VIII visconte Cobham | Mary Glynne                           |                                        |  |  |       |  |  |                                       |  |  |                                               |  |
| John Lyttelton, IX visconte Cobham       | Charles Lyttelton, VIII visconte Cobham |                                       |                                        |  |  |       |  |  |                                       |  |  |                                               |  |
|                                          |                                         | hon. Mary Susan Caroline Cavendish    | William Cavendish, II barone Chesham   |  |  |       |  |  |                                       |  |  |                                               |  |
|                                          |                                         | hon. Mary Susan Caroline Cavendish    | William Cavendish, II barone Chesham   |  |  |       |  |  |                                       |  |  |                                               |  |
|                                          |                                         | hon. Mary Susan Caroline Cavendish    | Henrietta Frances Lascelles            |  |  |       |  |  |                                       |  |  |                                               |  |
| hon. Viola Lyttelton                     |                                         | hon. Mary Susan Caroline Cavendish    |                                        |  |  |       |  |  |                                       |  |  |                                               |  |
|                                          |                                         | Charles Leonard                       | James Leonard                          |  |  |       |  |  |                                       |  |  |                                               |  |
|                                          |                                         | Charles Leonard                       | James Leonard                          |  |  |       |  |  |                                       |  |  |                                               |  |
|                                          |                                         | Charles Leonard                       | Eliza Howard                           |  |  |       |  |  |                                       |  |  |                                               |  |
| Violet Yolande Leonard                   |                                         | Charles Leonard                       |                                        |  |  |       |  |  |                                       |  |  |                                               |  |
|                                          |                                         | Catherine Le Sueur                    | …                                      |  |  |       |  |  |                                       |  |  |                                               |  |
|                                          |                                         | Catherine Le Sueur                    | …                                      |  |  |       |  |  |                                       |  |  |                                               |  |
|                                          |                                         | Catherine Le Sueur                    | …                                      |  |  |       |  |  |                                       |  |  |                                               |  |
|                                          |                                         | Catherine Le Sueur                    |                                        |  |  |       |  |  |                                       |  |  |                                               |  |

## Titoli e denominazione
- Gerald Grosvenor, Esq (1951–1967)
- Gerald, Earl Grosvenor (1967–1979)
- Sua Grazia il duca di Westminster (1979–2016)

## Nomine militari onorarie
- Honorary Colonel The Queen's Own Yeomanry
- Honorary Colonel 7 (Training) Regiment Army Air Corps
- Honorary Colonel Yeomanry, Royal Armoured Corps
- Honorary Colonel Northumbria Universities Officer Training Corps
- Honorary Colonel-in-Chief Royal Westminster Regiment (Canadian Army)
- Deputy Lieutenant (Cheshire) (1982)

### Onorificenze britanniche

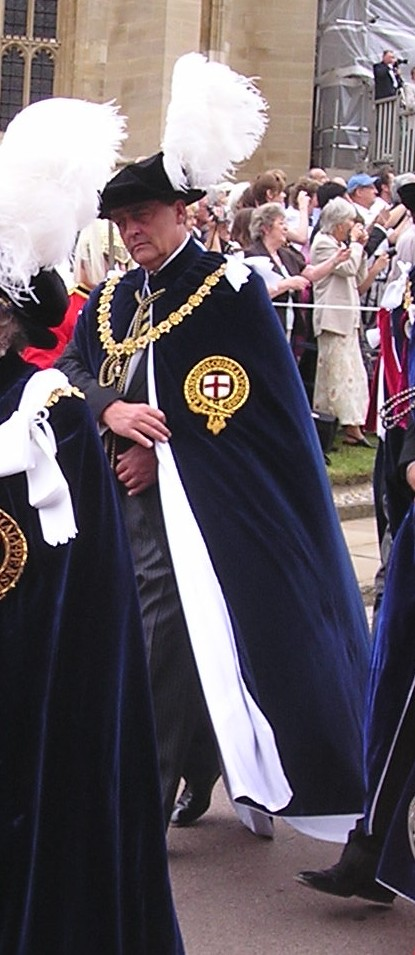
Il duca vesti della Giarrettiera

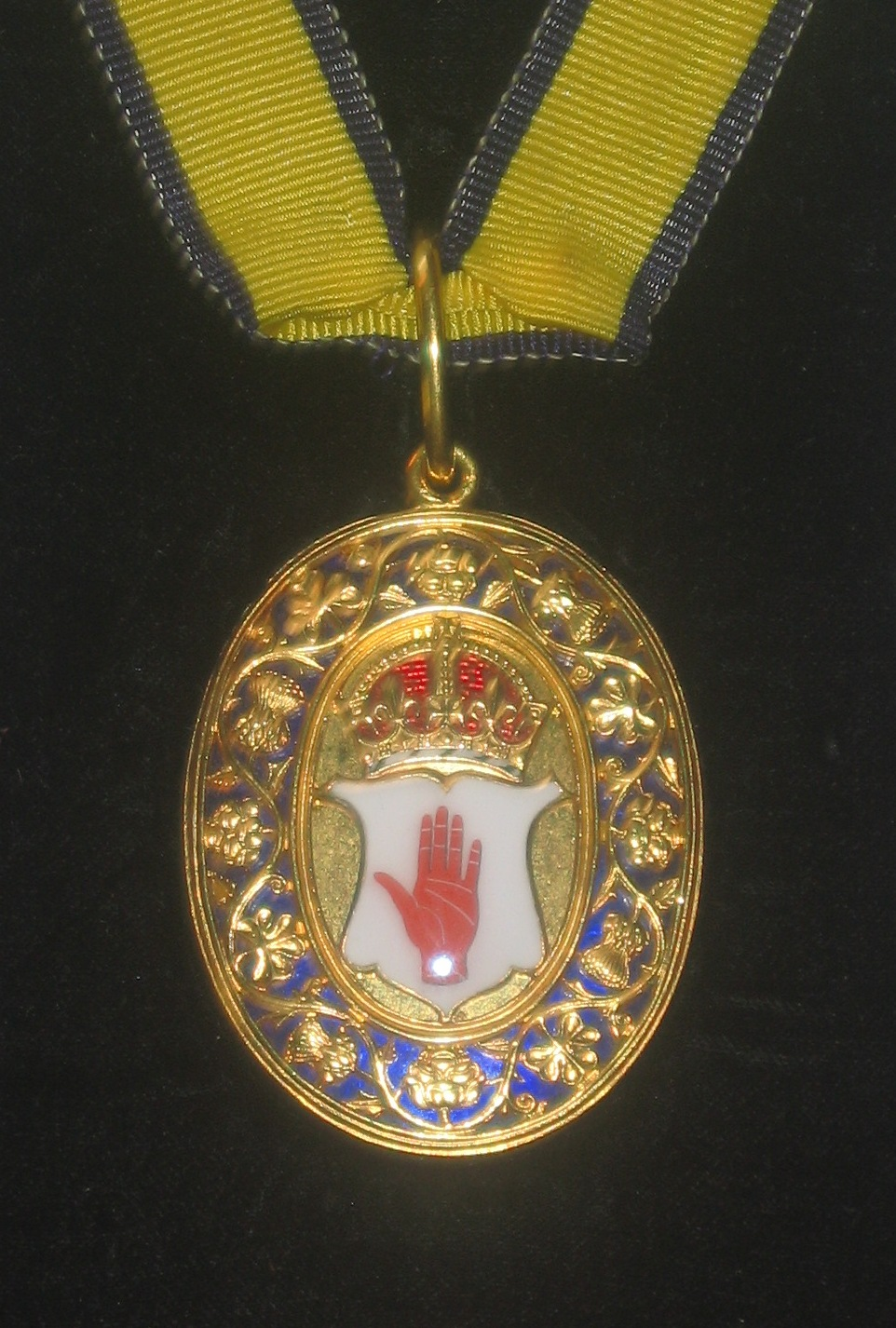
Insigne del baronetto